# Elevråd
Ett elevråd är en förening för elever på grundskolan och i gymnasiet. En del elevråd tillämpar frivilligt medlemskap, är elevstyrda, demokratiska, och har lika rösträtt för alla medlemmar. En del elevråd ansluter istället medlemmar kollektivt, och dessa står oftast under skolans ansvar. På många gymnasier finns en elevkår.
Ett elevråds syfte är att skapa en mer givande skoltid för sina medlemmar, vars gemensamma nämnare är att de går på samma skola. De bedriver aktiviteter inom en rad olika områden, som ofta delas in i de fyra aktivitetsområdena lobbying, service, bildning och event.
Elevråd kan vara organisationer fristående från skolan, med egen ekonomi och eget organisationsnummer. Sådana elevråds högst beslutande organ är årsmötet, där medlemmarna väljer en styrelse och beslutar om organisationens riktning för kommande verksamhetsår. Att elever har rätt att organisera sig – och ska ges goda förutsättningar att göra det – finns stadgat i kapitel 4 i den svenska skollagen (§§ 9–11).

## Historia
De första elevråden i Sverige benämndes vanligen inte så. Exempel på tidiga beteckningar är tromannarådet (skapat 1913 vid Lundsbergs skola), senatet (aktivt vid Lunds Högre allmänna läroverk från skolterminen 1916/17 fram till rektors död år 1918) och rådet (inrättat 1944 vid Solbacka läroverk).
Vid mitten på 50-talet fanns elevråd etablerade på de flesta skolor i landet och elevråden kunde gå med i den nationella samarbetsorganisationen Sveriges Elevråds Centralorganisation - SECO som till skillnad från Elevförbundet godkände elevråd som medlemmar. 1959 samlades elevråden i SECO till den första Elevriksdagen och 1962 anordnads för första gången den gemensamma insamlingskampanjen Operation Dagsverke. Under 60-talet fanns det elevråd på många av landets gymnasier. På det nationella planet fanns flera gemensamt ägda aktiebolag och en väldigt bred verksamhet. I slutet av 60-talet började dock arbetet dala på grund av en för tydlig politisering av verksamheten och interna stridigheter. Under 70-, 80-talen hände det inte mycket i elevrådsverksamheten som helhet även om det lokalt kunde ske en begränsad utveckling. Under denna tid gick andra intressenter in i elevrådens verksamhet. Tydligast är skolledarnas och kommunernas tanke om att elevråd borde syssla med påverkans- och inflytandearbete och skolkläds- och studentartikelföretagen som behöver elevråden för att distribuera sina produkter. Elevråden själva ansåg oftast att det viktigaste var att elevråden sysslade med precis det som eleverna ville och fick möjlighet att utvecklas och utbyta erfarenheter tillsammans. 1994 bildades organisationen Sveriges elevråd - SVEA som idag ansluter elevråd över hela Sverige.
Fram till 2012 anslöt Sveriges Elevkårer både grundskole- och gymnasielever. Sedan elevråden på grundskolan fick en till elevorganisation, Sveriges Elevråd, är uppdelningen mellan elevråd (grundskolan) och elevkårer (gymnasiet) tydligare. Rent organisatoriskt är elevråd och elevkårer i princip identiska, men delas upp beroende på om de verkar på grundskolan eller gymnasiet. Motsvarande organisationsform på universitet och högskola är studentkår.

## Organisation
Elevråd som organisationsform i Sverige förutsatte tidigare att medlemmar (ofta genom klasserna på skolan) valde en representant som fick vara med på elevrådets möten, ibland också en styrelse internt bland klassrepresentanterna. Sedan åtminstone 2012, när Sveriges Elevråd bildades, är den vanligaste formen även för elevråd (liksom för elevkårer) ett frivilligt medlemskap i en självständig organisation, alltså med egen styrelse och ekonomi utan något ansvar från skolan. Den äldre formen kunde bland annat stöta på organisatoriska problem om de ville skaffa organisationsnummer och bankkonton. För att få ett organisationsnummer och kunna öppna ett bankkonto för en förening måste man nämligen ha medlemmar, en stadga och en demokratiskt vald styrelse.

## Nationella samarbetsorganisationer
Det finns tre elevorganisationer i Sverige.
1. Sveriges Elevkårer, som organiserar elevkårer på gymnasiet och har omkring 100 000 medlemmar.[8]
2. Sveriges Elevråd, som organiserar elevråd på grundskolan och har omkring 10 000 medlemmar.[1]
3. Elevernas Riksförbund, som organiserar elever både på grundskolan och gymnasiet.[9]

## Liknande organisationer

### Elevkår
Elevkår är i Sverige den motsvarande organisationsformen på gymnasiet. Idag (2015) organiserar sig 82 000 elever runt om i landet i omkring 333 elevkårer. Det är den vanligaste organisationsformen för gymnasieelever och sedan 2014 går hälften av alla gymnasieelever på en skola med en aktiv elevkår.

### Studentkår
Motsvarande organ på högskolor och universitet kallas studentkår och har ofta en mer formaliserad organisation med egna lokaler och anställda tjänstemän.